# Christian Louis Döhler
Christian Louis Döhler (* März 1854; † nach 1934) war ein deutscher Politiker (Nationalliberale Partei) und Fabrikant. Er war Stadtrat in Crimmitschau und Mitglied des sächsischen Landtages.

## Leben und Wirken
Döhler war Fabrikant. Er besaß die Tuchfabrik C. Döhler in Crimmitschau, in der ca. 170 Arbeiter beschäftigt waren, und wurde zum Stadtrat gewählt. Daneben war er bis 1909 auch als Geschworener tätig.
Durchgängig von 1909 bis 1918 war er für den 16. städtischen Wahlbezirk als Mitglied der Nationalliberalen Partei (NLP) in der Zweiten Kammer des sächsischen Landtags vertreten. 
1922 war er einer der Gründer der Firma Vogtländische Schuhfabrik Malz & Sohn Aktiengesellschaft in Reichenbach im Vogtland. Anfang März 1934 feierte Döhler in Crimmitschau seinen 80. Geburtstag und wurde für seine Verdienste um die Stadt geehrt.